# Grand Prix automobile de Hongrie 2010
GP précédent GP suivant
Le Grand Prix automobile de Hongrie 2010 (Formula 1 2010 Eni Magyar Nagydíj), disputé sur le Hungaroring le 1er août 2010, est la vingt-cinquième édition du Grand Prix, la 832e épreuve du championnat du monde de Formule 1 courue depuis 1950 et la douzième manche du championnat 2010.

## Essais libres

### Vendredi matin
| Pos. | Pilote             | Voiture            | Chrono         | Écart     |
| ---- | ------------------ | ------------------ | -------------- | --------- |
| 1    | Sebastian Vettel   | Red Bull-Renault   | 1 min 20 s 976 |           |
| 2    | Mark Webber        | Red Bull-Renault   | 1 min 21 s 106 | + 0 s 130 |
| 3    | Robert Kubica      | Renault            | 1 min 22 s 072 | + 1 s 096 |
| 4    | Jenson Button      | McLaren-Mercedes   | 1 min 22 s 444 | + 1 s 468 |
| 5    | Rubens Barrichello | Williams-Cosworth  | 1 min 22 s 601 | + 1 s 625 |
| 6    | Pedro de la Rosa   | BMW Sauber-Ferrari | 1 min 22 s 764 | + 1 s 788 |

- Note : Paul di Resta, pilote essayeur chez Force India, remplace Vitantonio Liuzzi lors de cette séance d'essais.

### Vendredi après-midi
| Pos. | Pilote           | Voiture          | Chrono         | Écart     |
| ---- | ---------------- | ---------------- | -------------- | --------- |
| 1    | Sebastian Vettel | Red Bull-Renault | 1 min 20 s 087 |           |
| 2    | Fernando Alonso  | Ferrari          | 1 min 20 s 584 | + 0 s 497 |
| 3    | Mark Webber      | Red Bull-Renault | 1 min 20 s 597 | + 0 s 510 |
| 4    | Felipe Massa     | Ferrari          | 1 min 20 s 986 | + 0 s 899 |
| 5    | Vitaly Petrov    | Renault          | 1 min 21 s 195 | + 1 s 108 |
| 6    | Lewis Hamilton   | McLaren-Mercedes | 1 min 21 s 308 | + 1 s 221 |

### Samedi matin
| Pos. | Pilote           | Voiture          | Chrono         | Écart     |
| ---- | ---------------- | ---------------- | -------------- | --------- |
| 1    | Mark Webber      | Red Bull-Renault | 1 min 19 s 574 |           |
| 2    | Sebastian Vettel | Red Bull-Renault | 1 min 20 s 058 | + 0 s 484 |
| 3    | Fernando Alonso  | Ferrari          | 1 min 20 s 724 | + 1 s 150 |
| 4    | Robert Kubica    | Renault          | 1 min 21 s 066 | + 1 s 492 |
| 5    | Felipe Massa     | Ferrari          | 1 min 21 s 264 | + 1 s 690 |
| 6    | Lewis Hamilton   | McLaren-Mercedes | 1 min 21 s 376 | + 1 s 802 |

## Grille de départ
| Pos. | Pilote             | Écurie               | Qualifications 1 | Qualifications 2 | Qualifications 3 |
| ---- | ------------------ | -------------------- | ---------------- | ---------------- | ---------------- |
| 1    | Sebastian Vettel   | Red Bull-Renault     | 1 min 20 s 417   | 1 min 19 s 573   | 1 min 18 s 773   |
| 2    | Mark Webber        | Red Bull-Renault     | 1 min 21 s 132   | 1 min 19 s 531   | 1 min 19 s 184   |
| 3    | Fernando Alonso    | Ferrari              | 1 min 21 s 278   | 1 min 20 s 237   | 1 min 19 s 987   |
| 4    | Felipe Massa       | Ferrari              | 1 min 21 s 299   | 1 min 20 s 857   | 1 min 20 s 331   |
| 5    | Lewis Hamilton     | McLaren-Mercedes     | 1 min 21 s 455   | 1 min 20 s 877   | 1 min 20 s 499   |
| 6    | Nico Rosberg       | Mercedes             | 1 min 21 s 212   | 1 min 20 s 811   | 1 min 21 s 082   |
| 7    | Vitaly Petrov      | Renault              | 1 min 21 s 558   | 1 min 20 s 797   | 1 min 21 s 229   |
| 8    | Robert Kubica      | Renault              | 1 min 21 s 159   | 1 min 20 s 867   | 1 min 21 s 328   |
| 9    | Pedro de la Rosa   | BMW Sauber-Ferrari   | 1 min 21 s 891   | 1 min 21 s 273   | 1 min 21 s 411   |
| 10   | Nico Hülkenberg    | Williams-Cosworth    | 1 min 21 s 598   | 1 min 21 s 275   | 1 min 21 s 710   |
| 11   | Jenson Button      | McLaren-Mercedes     | 1 min 21 s 422   | 1 min 21 s 292   |                  |
| 12   | Rubens Barrichello | Williams-Cosworth    | 1 min 21 s 478   | 1 min 21 s 331   |                  |
| 13   | Adrian Sutil       | Force India-Mercedes | 1 min 22 s 080   | 1 min 21 s 517   |                  |
| 14   | Michael Schumacher | Mercedes             | 1 min 21 s 840   | 1 min 21 s 630   |                  |
| 15   | Sébastien Buemi    | Toro Rosso-Ferrari   | 1 min 21 s 982   | 1 min 21 s 897   |                  |
| 16   | Vitantonio Liuzzi  | Force India-Mercedes | 1 min 21 s 789   | 1 min 21 s 927   |                  |
| 17   | Jaime Alguersuari  | Toro Rosso-Ferrari   | 1 min 21 s 978   | 1 min 21 s 998   |                  |
| 18   | Timo Glock         | Virgin-Cosworth      | 1 min 24 s 050   |                  |                  |
| 19   | Heikki Kovalainen  | Lotus-Cosworth       | 1 min 24 s 120   |                  |                  |
| 20   | Jarno Trulli       | Lotus-Cosworth       | 1 min 24 s 199   |                  |                  |
| 21   | Lucas di Grassi    | Virgin-Cosworth      | 1 min 25 s 118   |                  |                  |
| 22   | Bruno Senna        | HRT-Cosworth         | 1 min 26 s 391   |                  |                  |
| 23   | Kamui Kobayashi    | BMW Sauber-Ferrari   | 1 min 22 s 222   |                  |                  |
| 24   | Sakon Yamamoto     | HRT-Cosworth         | 1 min 26 s 453   |                  |                  |

- Note : Kamui Kobayashi, 18e temps des qualifications, a été rétrogradé de 5 places sur la grille pour ne pas s'être présenté au contrôle de la FIA à l'issue de la séance de qualification. Il s'élance de la 23e place sur la grille.

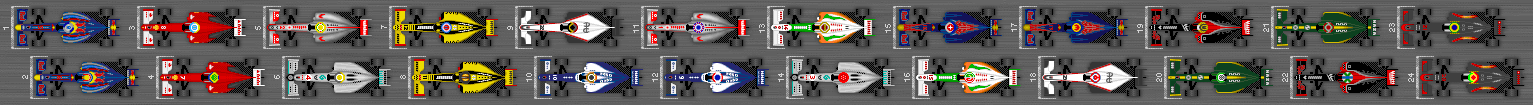
La grille de qualification du Grand Prix.

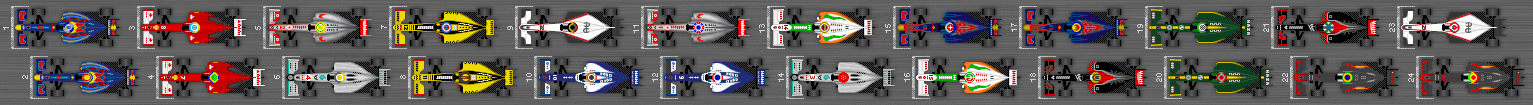
La grille de départ du Grand Prix.

## Course

### Déroulement de l'épreuve
À l’extinction des feux, Sebastian Vettel, en pole position, s’engouffre en tête dans le premier virage devant Fernando Alonso. À l’issue du premier tour, les deux hommes devancent Mark Webber, Felipe Massa, Vitaly Petrov, Lewis Hamilton, Nico Rosberg, Robert Kubica, Rubens Barrichello, Nico Hülkenberg et Pedro de la Rosa.
Hamilton prend l’avantage sur Petrov dès le deuxième tour alors que Jaime Alguersuari abandonne sur casse moteur. En tête de course, Vettel creuse l’écart : au sixième passage sur la ligne, il possède une avance de 6 secondes sur Alonso, 7 s sur Webber, 8 s sur Massa et 10 s sur Hamilton. Jenson Button est le premier à changer ses pneus au 14e tour, suivi par Vitantonio Liuzzi qui entre changer son aileron avant dont les débris trainent sur la piste, provoquant la sortie de la voiture de sécurité.
La voiture de sécurité entre en piste au 15e tour et, afin de ne pas perdre de temps derrière elle, Vettel, Alonso, Massa, Hamilton, Petrov, Rosberg, Kubica, Hülkenberg, de la Rosa, Adrian Sutil, Michael Schumacher, Sébastien Buemi, Lucas di Grassi, Heikki Kovalainen, Timo Glock, Bruno Senna et Sakon Yamamoto rejoignent leur stand immédiatement. 
En repartant de son emplacement, Rosberg perd sa roue arrière droite mal fixée par ses mécaniciens : elle rebondit dans la pitlane, blessant un mécanicien Williams et créant la confusion chez les mécaniciens de Renault qui libèrent Kubica alors que Sutil entre sur son emplacement : l’accrochage cause l’abandon du pilote Force India tandis que Kubica peut poursuivre sa course, avant d’être pénalisé par un drive-through à la suite de cet accrochage, puis d’abandonner au vingt-troisième tour.
Kamui Kobayashi, parti de l’avant-dernière place sur la grille pour ne pas s’être présenté au pesage la veille, effectue une belle remontée, change ses pneus dès le tour suivant alors que Webber, qui n’a pas encore changé ses gommes, occupe la première place. Lors de la relance de la course, au 17e tour, Vettel ralentit fortement Alonso derrière lui, ce qui favorise l’échappée de son équipier en tête : la direction de course indique qu’elle lance une enquête sur ce fait de course. Au 18e passage, Webber devance Vettel de 4 secondes, Alonso de 5 s, Hamilton de 6 s, Massa de 7 s, Barrichello et Petrov de 10 s et Hülkenberg de 11 s. Au vingt-troisième tour, Lewis Hamilton abandonne puis, au vingt-huitième tour, Vettel reçoit sa pénalité (drive-through) qu’il purge au 31e tour. Il reprend la piste en troisième position, derrière Alonso.
Au 32e tour, Webber est toujours en tête de la course mais il ne s’est toujours pas arrêté changer de pneus. Alonso le suit à 14 secondes, Vettel à 18 s, Massa à 20 s, Barrichello à 36 s, Petrov à 38 s, Hülkenberg à 40 s, de la Rosa à 41 s, Button à 43 s et Kobayashi à 44 s. Webber cherche à creuser un écart suffisant sur Alonso et Vettel avant de rentrer au stand. Au 43e tour, il possède 23 secondes d’avance sur Alonso, ce qui lui permet désormais de s’arrêter, changer ses pneus tendres contre des durs et reprendre la piste en tête.
Barrichello, qui occupait la sixième place, chausse enfin de nouveaux pneus au 55e tour et reprend la piste en onzième position, derrière Schumacher. Après une longue chasse, le Brésilien lui ravit la dixième place au 66e tour bien que Schumacher l’ait serré contre le mur dans la ligne droite, forçant Barrichello à mettre deux roues dans l’herbe.
Mark Webber remporte sa quatrième victoire de la saison et prend la tête du championnat du monde. Fernando Alonso termine deuxième devant Vettel. Suivent Massa, Petrov, Hülkenberg, de la Rosa qui inscrit ses premiers points de la saison, Button, Kobayashi (qui a effectué une remontée de 14 places) et Barrichello.

### Classement de la course
| Pos. | no | Pilote             | Écurie               | Tours | Temps/Abandon                      | Grille | Points |
| ---- | -- | ------------------ | -------------------- | ----- | ---------------------------------- | ------ | ------ |
| 1    | 6  | Mark Webber        | Red Bull-Renault     | 70    | 1 h 41 min 05 s 571 (181,989 km/h) | 2      | 25     |
| 2    | 8  | Fernando Alonso    | Ferrari              | 70    | + 17 s 821                         | 3      | 18     |
| 3    | 5  | Sebastian Vettel   | Red Bull-Renault     | 70    | + 19 s 252                         | 1      | 15     |
| 4    | 7  | Felipe Massa       | Ferrari              | 70    | + 27 s 474                         | 4      | 12     |
| 5    | 12 | Vitaly Petrov      | Renault              | 70    | + 1 min 13 s 192                   | 7      | 10     |
| 6    | 10 | Nico Hülkenberg    | Williams-Cosworth    | 70    | + 1 min 16 s 723                   | 10     | 8      |
| 7    | 22 | Pedro de la Rosa   | BMW Sauber-Ferrari   | 69    | + 1 tour                           | 9      | 6      |
| 8    | 1  | Jenson Button      | McLaren-Mercedes     | 69    | + 1 tour                           | 11     | 4      |
| 9    | 23 | Kamui Kobayashi    | BMW Sauber-Ferrari   | 69    | + 1 tour                           | 23     | 2      |
| 10   | 9  | Rubens Barrichello | Williams-Cosworth    | 69    | + 1 tour                           | 12     | 1      |
| 11   | 3  | Michael Schumacher | Mercedes             | 69    | + 1 tour                           | 14     |        |
| 12   | 16 | Sébastien Buemi    | Toro Rosso-Ferrari   | 69    | + 1 tour                           | 15     |        |
| 13   | 15 | Vitantonio Liuzzi  | Force India-Mercedes | 69    | + 1 tour                           | 16     |        |
| 14   | 19 | Heikki Kovalainen  | Lotus-Cosworth       | 67    | + 3 tours                          | 19     |        |
| 15   | 18 | Jarno Trulli       | Lotus-Cosworth       | 67    | + 3 tours                          | 20     |        |
| 16   | 24 | Timo Glock         | Virgin-Cosworth      | 67    | + 3 tours                          | 18     |        |
| 17   | 21 | Bruno Senna        | HRT-Cosworth         | 67    | + 3 tours                          | 22     |        |
| 18   | 25 | Lucas di Grassi    | Virgin-Cosworth      | 66    | + 4 tours                          | 21     |        |
| 19   | 20 | Sakon Yamamoto     | HRT-Cosworth         | 66    | + 4 tours                          | 24     |        |
| Abd. | 2  | Lewis Hamilton     | McLaren-Mercedes     | 23    | Transmission                       | 5      |        |
| Abd. | 11 | Robert Kubica      | Renault              | 23    | Conséquence de collision           | 8      |        |
| Abd. | 4  | Nico Rosberg       | Mercedes             | 15    | Perte de roue                      | 6      |        |
| Abd. | 14 | Adrian Sutil       | Force India-Mercedes | 15    | Collision                          | 13     |        |
| Abd. | 17 | Jaime Alguersuari  | Toro Rosso-Ferrari   | 1     | Moteur                             | 17     |        |

### Pole position et record du tour
- Pole position :  Sebastian Vettel (Red Bull-Renault) en 1 min 18 s 773 (200,216 km/h).
- Meilleur tour en course :  Sebastian Vettel (Red Bull-Renault) en 1 min 22 s 362	 (191,491 km/h) au soixante-dixième tour.

### Tours en tête
- Sebastian Vettel (Red Bull-Renault) : 15 tours (1-15)
- Mark Webber (Red Bull-Renault) : 55 tours (16-70)

## Classements généraux à l'issue de la course
| Pos. | Pilote             | Écurie               | Points |
| ---- | ------------------ | -------------------- | ------ |
| 1    | Mark Webber        | Red Bull-Renault     | 161    |
| 2    | Lewis Hamilton     | McLaren-Mercedes     | 157    |
| 3    | Sebastian Vettel   | Red Bull-Renault     | 151    |
| 4    | Jenson Button      | McLaren-Mercedes     | 147    |
| 5    | Fernando Alonso    | Ferrari              | 141    |
| 6    | Felipe Massa       | Ferrari              | 97     |
| 7    | Nico Rosberg       | Mercedes             | 94     |
| 8    | Robert Kubica      | Renault              | 89     |
| 9    | Michael Schumacher | Mercedes             | 38     |
| 10   | Adrian Sutil       | Force India-Mercedes | 35     |
| 11   | Rubens Barrichello | Williams-Cosworth    | 30     |
| 12   | Vitaly Petrov      | Renault              | 17     |
| 13   | Kamui Kobayashi    | BMW Sauber-Ferrari   | 17     |
| 14   | Vitantonio Liuzzi  | Force India-Mercedes | 12     |
| 15   | Nico Hülkenberg    | Williams-Cosworth    | 10     |
| 16   | Sébastien Buemi    | Toro Rosso-Ferrari   | 7      |
| 17   | Pedro de la Rosa   | BMW Sauber-Ferrari   | 6      |
| 18   | Jaime Alguersuari  | Toro Rosso-Ferrari   | 3      |

| Pos. | Écurie               | Points |
| ---- | -------------------- | ------ |
| 1    | Red Bull-Renault     | 312    |
| 2    | McLaren-Mercedes     | 304    |
| 3    | Ferrari              | 238    |
| 4    | Mercedes             | 132    |
| 5    | Renault              | 106    |
| 6    | Force India-Mercedes | 47     |
| 7    | Williams-Cosworth    | 40     |
| 8    | BMW Sauber-Ferrari   | 23     |
| 9    | Toro Rosso-Ferrari   | 10     |

## Statistiques
- 12e pole position de sa carrière pour Sebastian Vettel.
- 6e victoire de sa carrière pour Mark Webber.
- 12e victoire pour Red Bull Racing en tant que constructeur.
- 127e victoire pour Renault en tant que motoriste.
- 100e Grand Prix pour Red Bull Racing.
- 150e départ en Grand Prix pour Mark Webber.
- 300e engagement en Grand Prix pour Rubens Barrichello (297 départs).
- Mark Webber passe la barre des 400 tours en tête d'un Grand Prix (414 tours).
- Sakon Yamamoto, pilote essayeur chez HRT, remplace Karun Chandhok lors de ce Grand Prix, il l'avait déjà remplacé lors de l'épreuve précédente à Hockenheim.
- Derek Warwick (146 départs en Grands Prix de Formule 1 dont 2 meilleurs tours en course et 4 podiums, vainqueur des 24 Heures du Mans 1992) a été nommé par la FIA conseiller pour aider dans leurs jugements le groupe des commissaires de course lors de ce Grand Prix. Il a déjà rempli cette fonction lors du Grand Prix d'Espagne 2010.
- Fernando Alonso et Heikki Kovalainen ont été punis respectivement de 1 200 euros et 600 euros pour excès de vitesse lors des essais libres. Alonso a été flashé à 65,2 km/h et Kovalainen à 62,5 km/h alors que la vitesse est limitée à 60 km/h.
- Vitaly Petrov, Sakon Yamamoto, Timo Glock et Lucas di Grassi ont reçu une réprimande à la suite de la séance de qualification pour avoir bouclé leur tour de décélération en dessous du temps minimum indiqué sur leur tableau de bord. Cette règle, introduite un peu plus tôt cette saison, a pour objectif que les pilotes dans un tour rapide ne soient pas gênés par ceux qui ralentissent pour rejoindre leur stand.
- Michael Schumacher a été puni par les commissaires du Grand Prix de Hongrie à la suite de sa manœuvre en fin de course quand, alors qu’il défendait sa dixième place, il avait fortement tassé Rubens Barrichello contre le muret des stands pour l’empêcher de passer, le Brésilien évitant l'accident à pleine vitesse de justesse. Michael Schumacher sera rétrogradé de dix places sur la grille de départ du prochain Grand Prix de Belgique.
- Renault F1 Team a reçu une amende de 50 000 dollars pour avoir relancé Robert Kubica dans la voie des stands alors qu'Adrian Sutil arrivait.
- Mercedes Grand Prix a reçu une amende de 50 000 dollars pour avoir relancé Nico Rosberg avec une roue mal serrée.